# Jugal Hansraj
Jugal Hansraj (né le 26 juillet 1972) est un acteur et réalisateur indien de Bollywood.

## Carrière
Hansraj commença sa carrière dans un rôle d’enfant en 1983 dans le film Masoom, aux côtés de Naseeruddin Shah et Shabana Azmi. Ce film traitait d’un garçon de neuf ans rejeté par sa belle-mère du fait qu’il soit né d’une union extra-conjugale. Masoom est une adaptation de Homme, Femme et Enfant, un roman de Erich Segal. Ce film reçut un très bon accueil et propulsa la carrière du jeune Jugal. Par la suite, il continua sa carrière d’enfant dans des films comme Karma (1986) ou Sultanat (1986).
Jugal a aussi beaucoup été modèle pour des publicités à la télévision et a ainsi surtout marqué les médias en tant qu’enfant-star. L’une de ses campagnes de publicité les plus connues fut pour la marque de produit laitiers indienne Nutramul avec le slogan "Be a Nutramul Dada", difficilement traduisible.
Hansraj commença sa carrière d’adulte avec Aa Gale Lag Jaa en 1994, où il partage l’affiche avec Urmila Matondkar qui par hasard tenait le rôle de sa sœur dans Masoom. Il a aussi été remarqué dans Papa Kehte Hai (1995) face à Mayuri Kango, aux côtés notamment du très grand acteur Anupam Kher. Mais il faudra attendre 2000, avec le film Mohabbatein, où jouaient notamment les acteurs quasi-légendaires que sont Amitabh Bachchan, Shah Rukh Khan et Aishwarya Rai, pour que sa carrière en tant qu’adulte débute réellement. Après quoi il tint des rôles mineurs dans les films à succès Kabhi Khushi Kabhi Gham et Salaam Namaste.
Il devient réalisateur avec le film d’animation produit par la coopération Yashraj Film -Walt Disney, Roadside Romeo où Saif Ali Khan et Kareena Kapoor prêtent leurs voix aux personnages principaux.